# なるみ
なるみ（1972年〈昭和47年〉7月8日 - ）は、日本のタレント。本名、井上 鳴美（いのうえ なるみ）、旧姓、新屋（しんや）。
大阪府四條畷市出身。吉本興業（大阪本社）所属。

## 略歴
1989年に、元相方のしずかとお笑いコンビトゥナイトを結成。1999年、しずかのアメリカ留学および芸能界引退によりコンビを解散した後は、おもに関西ローカルのテレビ・ラジオ番組で活躍している。
しずか（当時の本名は宇野志津香）とは小学校時代からの同級生で、共通の友達からバラエティ番組『4時ですよーだ』（毎日放送）のオーディションに誘われ3人で出場する予定だったがその友達がキャンセルし、仕方なく2人で出場、高校在学中にNSCに入学しNSC7期生となる。同期には雨上がり決死隊（解散）やたかおみゆき、矢部美幸（元ちゃんねるず、矢部浩之（ナインティナイン）の実兄）等。NSC卒業後は一般の高校生に戻るはずだったが、当時女性漫才が少ないという事もありその後も仕事のオファーが途切れず、泣く泣く続けたという。
2001年7月3日に10歳上の男性と結婚。相手は一般人ということで素性は伏せられていたが、2006年11月13日放送の情報番組『なるトモ!』（読売テレビ）でカメラマンであることが明かされた。
陣内智則と共にメイン司会を務める、関西ローカル生番組『なるトモ!』（読売テレビ）が、2005年10月3日から読売テレビのキー局・日本テレビでもネットされ、本格的な“東京進出”を果たしたが、2006年3月31日で関東地区でのネットは打ち切られてしまった。本人曰く「私の知名度はどうしても米原（滋賀県）を越えない」。
2015年8月10日、結婚14年目で待望の第1子妊娠を発表。12月12日、第1子男児を出産。

## 人物
- 愛称は、なるなる。
- 血液型A型[1]。身長155 cm[1]。
- 両親は鹿児島県出身。弟がいる。大阪府立野崎高等学校卒業。
- 中学時代は「どヤンキー」であったことがデビュー当時に明かされている。
- ラジオ番組『上泉雄一のええなぁ!』（MBSラジオ）出演時に高校時代は、磯部公彦（まるむし商店）の追っかけをしていたことや府立野崎高校には、なるみとしずかの写真が飾られていると発言していた。
- 千原ジュニア（千原兄弟）曰く、NSC在学時からデビュー当時は、ぽっちゃり色白カワイイ系のなるみ、スラッとモデル美人系のしずかで、「なるみ派」か「しずか派」かと皆が話題にするほど、若手男芸人の間で人気があった。
- 26歳の頃からあまり容姿が変わっておらず、「今の方が若くみえる」と言われる事がある。本人も「（26歳で）子供3人くらいおりそうな感じやな」と自覚している。
- 夫がおしゃべりな方で、色々話したいが、なるみが司会経験が長いため、ついついオチを求めてしまったり、自らの話をしだすため夫に「僕の話はまだ終わってない」と言われてしまうという。
- 「おっさん転がし」と呼ばれる芸風はバラエティ番組『ナイトinナイト』（朝日放送）番組内の企画「おっちゃんVSギャル」からであり、相性の良い落語家の桂ざこばとの共演歴が長かった。
- 吉本興業に高校時代から在籍してトゥナイトとして活動していたため、自分より年齢が上の後輩が多い。特に共演の多い岡村隆史（ナインティナイン）と黒田有（メッセンジャー）らは「なるみさん」「なるみ姉さん」と呼んでいる。
- かつては喫煙者であったが、2021年現在は禁煙をしている[4]。

## 出演

### 舞台
- ケセラセラ日和 2009年/ヨーロッパ企画

### テレビ番組

#### 出演中のレギュラー番組
- なるみ・岡村の過ぎるTV（朝日放送、2013年10月 - ）
- もんくもん（読売テレビ・不定期）

#### 過去のレギュラー番組
- ナイトinナイト木曜日八方・なるみの演芸もん!（朝日放送）
- ちちんぷいぷい（毎日放送・月曜→水曜、1999年10月の番組開始当初からのレギュラー）
- 昼あがり!どまんなか→どまんなかっ!（関西テレビ）
- 満開!ハッスル家族（毎日放送）
- きよし・なるみのめっちゃ!漫才（テレビ大阪・不定期）
- 晴れるヤ夢街道!浪花雪之丞一座（読売テレビ）
- 満員御礼!てっぺん座（読売テレビ）
- オカンと娘（読売テレビ）
- ジャイケルマクソン（毎日放送）
- 所さんの日本ジツワ銀行（日テレ・準レギュラー）
- 週刊えみぃSHOW（読売テレビ）
- 鶴瓶・なるみの満開!新婚セブン（関西テレビ）
- 鶴瓶&なるみのほんまか（関西テレビ）
- なるトモ!（読売テレビ）
- トミーズのはらぺこ亭→トミーズのはらぺこキッチン 極（関西テレビ）
- 捨てる恋あれば拾う恋あり（フジテレビ）
- マチャミ&なるみのいただき!ナハ〜レ→マチャミ&なるみのぶっちゃけナハーレ!（読売テレビ）
- ほっとけ!3人組（2011年4月 - 2012年3月、朝日放送）
- えぇトコ「角淳一の関西おもてなしデート」ナレーション（NHK大阪放送局・不定期）
- メッセンジャー&なるみの大阪ワイドショー→メッセンジャーの○○は大丈夫なのか?（毎日放送）
- ごきげんライフスタイル よ〜いドン!（関西テレビ・月曜、2020年4月13日[5] -2020年6月29日 )
- newsランナー（関西テレビ、2023年4月 - 2024年3月）火曜コメンテーター

### ラジオ番組
- 上泉雄一のええなぁ! (MBSラジオ・木曜、2010年4月8日 - 2015年11月19日、2016年5月12日以降は不定期）

#### 過去のレギュラー番組
- ABCパワフルアフタヌーン金曜「なるみ・八方のごきげんさん!」（朝日放送ラジオ）
- MBSヤングタウン（MBSラジオ）
- なるみのもっとキレイになりたい!（朝日放送ラジオ　2006年9月までは文化放送にもネットされた。）

### テレビドラマ
- 連続テレビ小説（NHK）
  - 芋たこなんきん（2007年）
  - まんぷく（2018年）
  - カムカムエヴリバディ（2022年）
  - おむすび（2024年） - 大久保育代 役[6]

### CM
- 551蓬萊（トゥナイトコンビ出演→ピン出演）
- ケイ・オプティコム
- おかめ納豆
- 佐藤竹善「ウタヂカラ 〜CORNERSTONES 4〜」 - ご当地CM大阪篇
- JAバンク大阪
- 大阪ガス「とあるマチの物語『電気をまとめておトク』篇 」 (2019年3月 - )

### その他
- 乙女哲学（瀬名あいか、YouTube版）

## 受賞歴
- 上方お笑い大賞 2001年/第30回話題賞